# Verbandbuch
In einem Verbandbuch (ugs. auch Unfallbuch) werden in Betrieben, Behörden, Schulen und Kindertagesstätten die geleisteten Erste-Hilfe-Maßnahmen schriftlich aufgezeichnet. Dies dient als Nachweis, dass ein Gesundheitsschaden bei einer versicherten Tätigkeit eingetreten ist und wird in der DGUV Vorschrift 1 Grundsätze der Prävention gefordert (§ 24 Abs. 6 DGUV Vorschrift 1). Die Eintragung hat unabhängig von der vermeintlichen Schwere der Verletzung zu erfolgen.

## Dokumentation
Angaben zum Hergang des Unfalls bzw. des Gesundheitsschadens:
- Name der verletzten bzw. erkrankten Person
- Datum/Uhrzeit
- Ort (Unternehmensteil)
- Hergang
- Art und Umfang der Verletzung/Erkrankung
- Name der Zeugen

Erste-Hilfe-Leistungen:
- Datum/Uhrzeit
- Art und Weise der Erste-Hilfe-Maßnahmen
- Name des Ersthelfers/der Ersthelferin[1]

Die Aufzeichnungen sind nach der letzten Eintragung noch mindestens fünf Jahre aufzubewahren. Da in ihnen personenbezogene Daten enthalten sind, dürfen sie Unbefugten nicht zugänglich gemacht werden.

## Hintergrund
Bei Arbeitsunfällen werden die Kosten der Behandlungs- und Rehabilitationsmaßnahmen von den gesetzlichen Unfallversicherungsträgern (gewerbliche Berufsgenossenschaften oder Unfallversicherungsträger der öffentlichen Hand) übernommen. Unfälle, die eine Arbeitsunfähigkeit von mehr als drei Tagen zur Folge haben, müssen durch eine Unfallanzeige bei dem für den Betrieb zuständigen Unfallversicherungsträger sowie der Behörde für Arbeitsschutz angezeigt werden. Die Unfallanzeige dient der Dokumentation, dass der Unfall bei einer versicherten Tätigkeit geschah. Bei Unfällen oder kleineren Verletzungen, die zunächst keinen Arbeitsausfall oder weniger als drei Ausfalltage zur Folge haben, fehlt dieser Nachweis. Treten durch eine scheinbar kleine Verletzung Spätfolgen auf, kann durch die Eintragung im Verbandbuch der Nachweis erbracht werden, dass es sich um einen Arbeitsunfall handelt. Fehlt die Dokumentation und können auch keine Zeugen gefunden werden, kann der Unfallversicherungsträger die Kostenübernahme verweigern.
Zusätzlich können die Verbandbücher dazu genutzt werden, Unfallschwerpunkte im Unternehmen zu erkennen und Maßnahmen zur Vermeidung einzuleiten.